# Blang Barom
Blang Barom is een bestuurslaag in het regentschap Aceh Timur van de provincie Atjeh, Indonesië. Blang Barom telt 334 inwoners (volkstelling 2010).